# Molophilus pictitibia
Molophilus pictitibia är en tvåvingeart som beskrevs av Alexander 1969. Molophilus pictitibia ingår i släktet Molophilus och familjen småharkrankar. Inga underarter finns listade i Catalogue of Life.